# ウンルー効果
ウンルー効果（ウンルーこうか 英: Unruh effect）またはフリング・デイビース・ウンルー効果（フリング・デイビース・ウンルーこうか、英: Fulling–Davies–Unruh effect）とは、慣性系では熱浴が存在しないように見えても、等加速度で運動する観測者にとっては黒体放射のような熱浴が存在するように見える、という効果である。慣性系における基底状態は、加速系では非零の温度と熱平衡にあるかのように観測される。
ウンルー効果は、1973年にスティーブン・フリングにより、1975年にポール・デイビースにより、1976年にウィリアム・ジョージ・ウンルーにより初めて記述された。現状では、ウンルー効果が既に観測されたことがあるかについては明確ではなく、論争が続いている。ウンルー効果がウンルー輻射の存在を含意するかどうかについても疑いが提示されている。

## ウンルー温度
1976年にウィリアム・ウンルーが導出したウンルー温度（ウンルーおんど Unruh temperature）は、真空場内を一様加速する検知器が経験するであろう有効温度であり、次のように計算される。
{\displaystyle T={\frac {\hbar a}{2\pi ck_{\mathrm {B} }}},}
ここで a は局所加速度、kB はボルツマン定数、ħ は換算プランク定数、c は光速である。したがって、例えば 2.5×1020 m s−2 の固有加速度がおよそ 1 K の温度に対応する。
ウンルー温度は、スティーヴン・ホーキングにより同時期に独立して導出された、ブラックホールに対して定義されるホーキング温度 TH = ħg/2πckB と同じ形式を持っている。したがって、ホーキング・ウンルー温度と呼ばれることもある。

## 説明
ウンルーは真空を表わす表式が、観測者の時空上における運動経路に依存することを理論的に証明した。加速度系からみれば、慣性系からみた真空は多数の粒子が熱平衡を達成している状態、すなわち特定の温度の気体のようにみえる。
最初は、ウンルー効果が直感に反するものであるように感じられるだろうが、「真空」という言葉をある方法で解釈することにより意味が通じてくる。
現代的な用語法では、「真空」という言葉は「何もない空間」と同義語ではない。真空状態でさえ、空間は宇宙を構成している量子化された場で満たされているのである。真空とはそれらの場が「可能な限り」低いエネルギーをもつような状態であるにすぎない。
どんな量子化された場のエネルギー状態も、ハミルトニアンにより定義される。ハミルトニアンは局所的条件に基くので、時間座標を含んでいる。特殊相対性によれば、互いに動いている二人の観測者は異る時間座標を用いる必要がある。もし相対運動が加速度運動ならば、共有できる座標系は存在しない。したがって、観測者によって真空は異った見え方をすることになる。
ある観測者にとっての真空が、別の観測者の観測しうる量子状態空間内に存在しない場合もある。専門的用語では、これは二つの真空がユニタリ的に非等価な量子場の正準交換関係の表現であるために起きる。その理由は、互いに加速している観測者のそれぞれ選んだ座標系を大域的に関連付けられるような座標変換を定義することが不可能であるためである。
加速している観測者はみかけの事象の地平線を知覚する（リンドラー座標の項を参照）。ウンルー輻射の存在は、ホーキング輻射と同じ概念的枠組みによりこのみかけの事象の地平面と関連づけることができる。一方、ウンルー効果の理論は「粒子」が何で構成されるかの定義が観測者の運動に依存することを説明する。
自由場に対して生成消滅演算子を定義する前には、場を正と負の周波数成分に分解することが必要とされる。これは時間的キリングベクトル場を持つような時空上でのみ可能である。この分解はデカルト座標系上とリンドラー座標系上とで異なる（ただしボゴリューボフ変換により関連付けられてはいる）。これにより、生成消滅演算子により定義される「粒子数」が二つの座標系の間で異る理由が説明できる。
リンドラー時空には地平面が存在し、また非極限ブラックホールの地平線は局所的にはリンドラー地平面と見做せる。したがって、リンドラー時空によりブラックホールおよび宇宙の地平面の局所的性質を記述することができる。したがって、ウンルー効果はホーキング輻射の地平面近傍における形式である。

## 計算
特殊相対性理論によれば、ミンコフスキー時空上を一様な固有加速度 a をもって運動する観測者はリンドラー座標系を用いて記述するのが便利である。リンドラー座標系における線素は以下のように書ける。
{\displaystyle ds^{2}=-\rho ^{2}\,d\sigma ^{2}+d\rho ^{2},}
ここで、 ρ = 1/a であり、σ は観測者の固有時間 τ と σ = aτ で関連付けられる量である（c = 1 とおいた）。リンドラー座標系は標準的な（デカルト）ミンコフスキー座標系との関係式は以下とおりである。
{\displaystyle {\begin{aligned}x&=\rho \cosh \sigma \\t&=\rho \sinh \sigma .\end{aligned}}}
ρ を一定に保って運動する観測者はミンコフスキー空間上における双曲線を描く。
ρ を一定に保つような経路に沿って運動する、一様な加速度を受けている観測者は、 σ の関数としてある一定の定常な周波数を持つ場のモード群とカップリングしている。これらのモードは通常のミンコフスキー時間に対して検知器の加速につれてどんどん周波数がシフトしていく。
σ 方向への並進操作はミンコフスキー空間上における対称操作、原点まわりのローレンツブーストである。σ に対して一定の周波数をもつモードとカップリングした検知器にとっては、ブースト演算子はハミルトニアンとなる。ユークリッド場理論においては、ブーストは回転と解析的に連続であり、回転は 2π をもって閉じている。したがって、以下が成り立つ。
このハミルトニアンの経路積分は周期 2π で閉じており、これにより H のモードが温度 1/2π で熱的に占有されることが保証される。ここで H は無次元量であるから、ここでいう温度は実際の温度ではない。これは無次元量である時間的極角度 σ と共役な量である。長さ次元を復元するためには、位置 ρ において  σ に対しての固定周波数 f をもつモードは ρ における計量（の絶対値）の自乗根を赤方偏移因子として決まる周波数を持つことに注意が必要である。上に示した線素の方程式から、これが単に ρ であることは容易に見てとれる。この位置における実際の逆温度は以下のようになる。
{\displaystyle \beta =2\pi \rho .}
ρ を一定に保つようなトラジェクトリにおける加速度は 1/a に等しいから、実際の逆温度は次のように書ける。
{\displaystyle \beta ={\frac {2\pi }{a}}.}
単位を付ければ、以下のようになる。
{\displaystyle k_{\text{B}}T={\frac {\hbar a}{2\pi c}}.}
地球の標準重力加速度 g = 9.81 m s−2 で加速する観測者の観測する真空の温度はたった 4×10−20 K にすぎない。ウンルー効果を実験的に観測するため、加速度を 400000 K に対応する 1026 m s−2 にまで上げる計画がある。
視点を変えると、ウンルー温度 3.978×10−20 K の真空における電子のドブロイ波長は h/√3mekT = 540.85 m、陽子のドブロイ波長は 12.62 m になる。もし電子と陽子とがそのような冷い真空と強く相互作用しているとするならば、それらはかなり長い相互作用距離を持つことになる。
太陽から1天文単位の距離における重力加速度は次のような値となる。
{\displaystyle {\frac {GM_{\odot }}{\mathrm {(1~AU)} ^{2}}}=0.005\,932~\mathrm {m~s^{-2}} .}
これに対応するウンルー温度は 2.41×10−23 K であり、この温度では電子と陽子はそれぞれ 21994 m および 513 m の波長を持つことになる。この極低温においてはウランの波長ですら 2.2 m にもなる。
ウンルー効果のリンドラー観測者からの導出を、検出器の経路が長決定論的であるとして不十分であるとする者もいる。ウンルーはこのような批判を回避するため、後にウンルー・デウィット粒子検知器モデルを開発した。

## その他の含意
ウンルー効果には、加速する粒子の崩壊速度が慣性に従う粒子と比べて変化するという効果もある。電子のように安定な粒子ですら、十分に高い加速度で加速すれば、より重い質量状態への遷移確率が非零になるとされる。

## ウンルー輻射
加速する検知器は熱浴を見るであろうというウンルーの予言には異論は提起されていないが、検知器内での遷移の非加速度系における解釈については議論がある。異論が全くないわけではないが、検知器内での遷移には粒子の放射が付随し、この粒子は無限遠まで伝播してウンルー輻射として観測されるということは広く受け入れられている。
ウンルー輻射の存在性については異論もある。既に観測済みであるという意見もあれば、放出など全く起こらないという意見もある。懐疑論者によれば、加速度を持つ物体はウンルー温度で熱平衡に達することは確かだが、光子の放出は吸収率と放出率が均衡するために起こらないという。

## ウンルー効果の実験的観測
ソコロフ・テルノフ効果の観測に成功した実験により、ある条件下ではウンルー効果も観測できるかもしれないという意見がある。
2011年の理論的業績によれば、現状の技術水準でも加速する検知器によるウンルー効果を直接検知が可能だという。

## 関連文献
- Thorne, K. P. (1995). “Black holes evaporate”. Black Holes and Time Warps (Reprint ed.). W. W. Norton & Company. Box 12.5, p. 444. ISBN 0-393-31276-3
- Wald, R. M. (1994). Quantum Field Theory in Curved Spacetime and Black Hole Thermodynamics. University of Chicago Press. Ch. 5. ISBN 0-226-87027-8
- Crispino, L. C. B. (2008). “The Unruh effect and its applications”. Reviews of Modern Physics 80 (3):  787. arXiv:0710.5373. Bibcode: 2008RvMP...80..787C. doi:10.1103/RevModPhys.80.787.